# Kalliosaari (ö i Keskijärvi, Vaala)
Kalliosaari är en ö i Finland. Den ligger vid Välijokis mynning i sjön Keskijärvi och i kommunen Vaala i den ekonomiska regionen  Oulunkaari  och landskapet Norra Österbotten, i den centrala delen av landet, 500 km norr om huvudstaden Helsingfors. Öns area är 0,9 hektar.